# Microsema uxiaria
Microsema uxiaria là một loài bướm đêm trong họ Geometridae.